# 库西耶-亚历山德罗夫斯基
库西耶-亚历山德罗夫斯基（羅馬化：Kusʹye-Aleksandrovskiy）是俄罗斯彼尔姆边疆区的市级镇，属戈尔诺扎沃茨克区，地处彼尔姆边疆区东部，坐落于中乌拉尔地区，位于卡马河流域丘索瓦亚河支流科伊瓦河畔，在区行政中心戈尔诺扎沃茨克东南、边疆区首府彼尔姆东北方。
该地2022年人口有1,707人；2010年人口1,788；2002年人口1,943；1989年人口2,656。